# مضيق لوزون

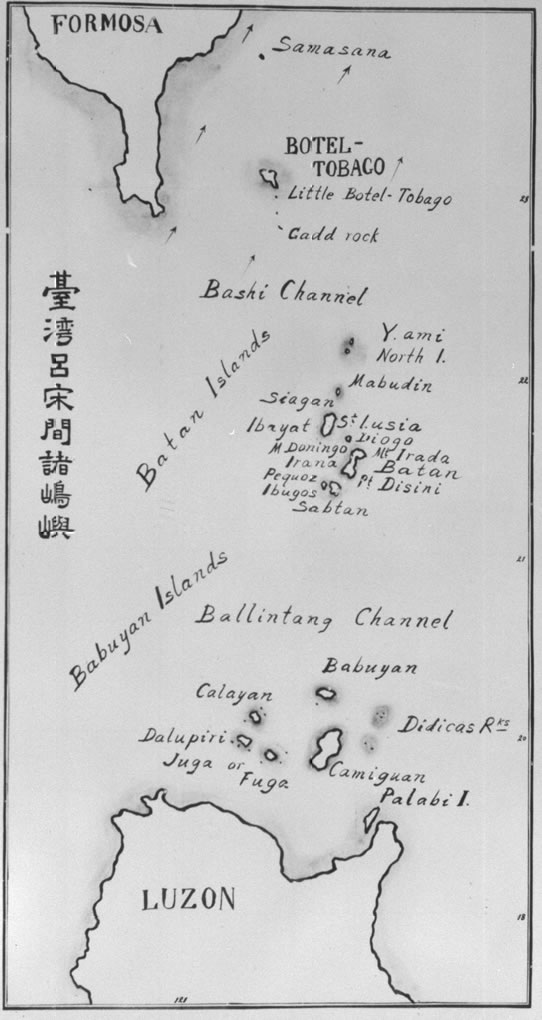
خريطة مضيق لوزون

 مضيق لوزون هو مضيق هام يربط بحر الفلبين في غرب المحيط الهادي ببحر الصين الجنوبي بين تايوان ولوزون في الفلبين.
يبلغ عرض المضيق ما يقرب من 250 كم. يضم عدداً من الجزر في مجموعتين: جزر باتانيس من مقاطعة باتانيس وجزر بابويان [الإنجليزية] من مقاطعة كاجايان.
ينقسم هذا المضيق إلى عدد من القنوات الصغيرة. يفصل ممر بين لوزون وجزر بابويان، التي تنفصل عن جزر باتانيس بقناة بالينتانغ. وتنفصل باتانيس عن تايوان من قبل قناة باشي.
تكمن أهمية هذا المضيق في الشحن والاتصالات. تستخجم العديد من سفن الأمريكتين هذا المضيق للوصول إلى الموانئ الهامة في شرق آسيا. كما تمر العديد من خطوط الاتصالات البحرية في مضيق لوزون. توفر هذه الكابلات البيانات الهامة والخدمات الهاتفية إلى كل من الصين وهونغ كونغ وتايوان واليابان وكوريا الجنوبية.

## التاريخ
كان مضيق لوزون جزءا من طريق الغزو الياباني في ديسمبر كانون الأول عام 1941. في 8 ديسمبر (في نفس يوم هجوم بيرل هاربر)، تم الإنزال الياباني في باتانيس. في 10 ديسمبر، احتلوا جزيرة كاميغوين إلى الشمال مباشرة من مندناو في محاولة لإنشاء قاعدة جوية بحرية، وفي اليوم نفسه تم الإنزال في أباري في لوزون.
بسبب ذلك، تصيدت العديد من غواصات الولايات المتحدة الأساطيل اليابانية التي مرت عبر المضيق في طريقها من جزر الهند الشرقية لليابان.